# Убийство святого Станислава (картина)
«Убийство святого Станислава» (пол. Zabójstwo św. Stanisława) — картина польского художника Яна Матейко на исторический сюжет, оставшаяся незавершённой. Сохранился эскиз, созданный в 1892 году и хранящийся в музее Восточного Поморья в Слупске.
Сюжет для картины Матейко почерпнул в средневековой польской истории. Князь Болеслав II Смелый собственноручно зарубил епископа краковского Станислава, который впоследствии был канонизирован. Согласно католической легенде, причиной убийство было осуждение епископом княжеских грехов, по мнению ряда историков — участие Станислава в мятеже магнатов.
Матейко изобразил тот момент, когда убийство уже произошло. Тело епископа с раскинутыми руками (это явная отсылка к распятию Иисуса Христа) лежит на ступенях алтаря, князь убирает меч в ножны. За спиной Болеслава стоят вооружённые люди, один из которых, с топором в руке, собирается расчленить тело убитого. По другую сторону алтаря прячется какой-то священнослужитель.
Матейко написал ещё одну картину на тот же сюжет — «Святой Станислав обличает Болеслава Смелого» (1877).